# Denis Leary

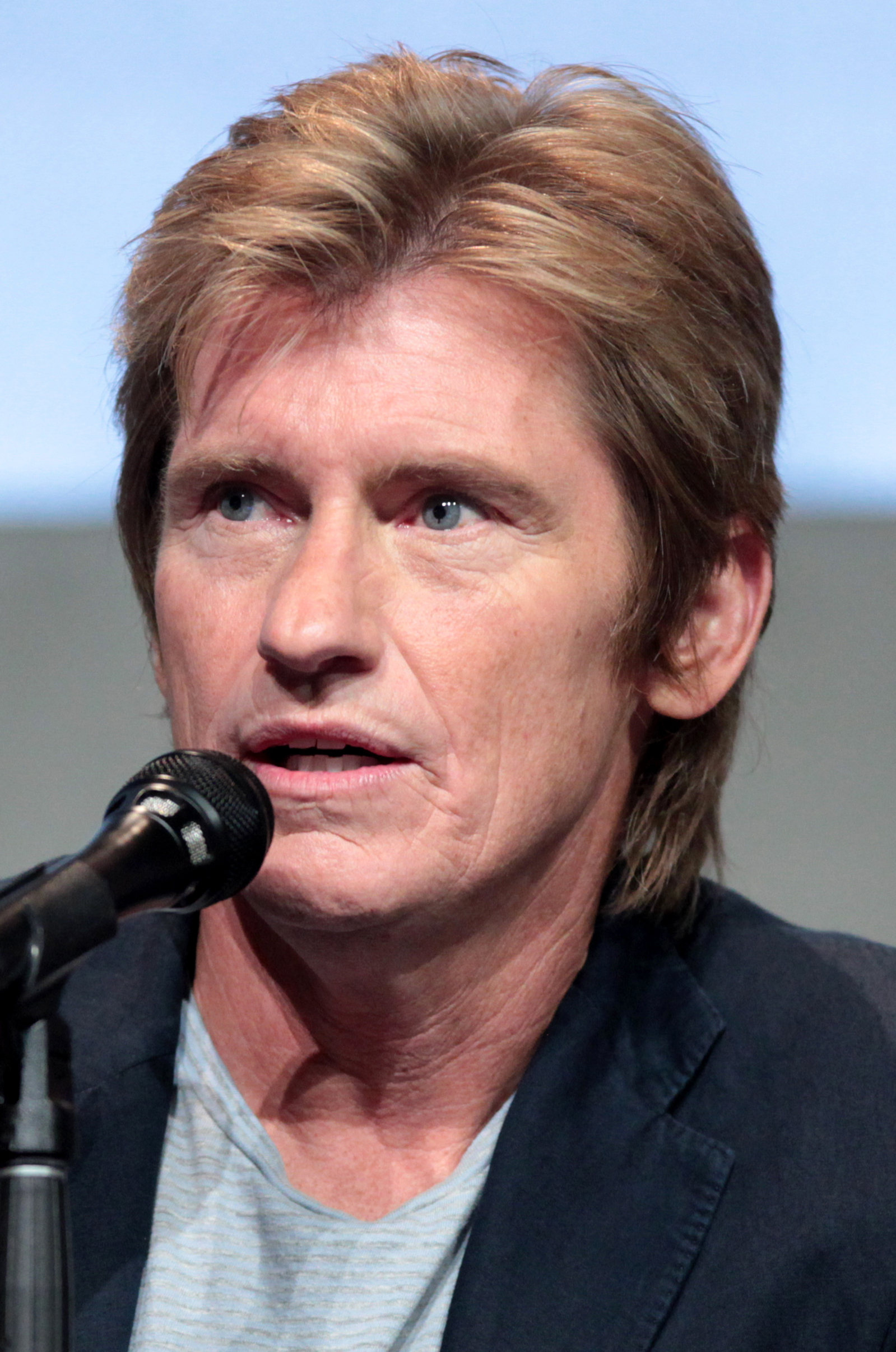
Denis Leary auf der Comic-Con (2015)

Denis Colin Leary (* 18. August 1957 in Worcester, Massachusetts) ist ein US-amerikanischer Komiker und Schauspieler.

## Leben und Karriere

### Leben
Denis Leary wurde am 18. August 1957 in Worcester, Massachusetts geboren. Seine Eltern John und Nora Leary waren katholische, irische Einwanderer aus Killarney. Sein Vater war Automechaniker und seine Mutter ein Dienstmädchen. Leary hat die US-amerikanische und irische Staatsbürgerschaft.
Leary studierte am Emerson College in Boston. Dort lernte er den Komiker Mario Cantone kennen, den er noch heute als seinen besten Freund bezeichnet. Er gründete gemeinsam mit Cantone und seinen Kommilitonen Steven Wright und Gina Gershon den Emerson Comedy Workshop, der bis heute aktiv ist. Nach Abschluss des Studiums 1979 arbeitete er fünf Jahre als Lehrer am College. Danach schrieb er für verschiedene Zeitschriften und trat als Stand-up-Komiker auf. 2005 wurde Leary der Ehrendoktortitel verliehen.
Denis Leary ist seit 1989 mit der Schriftstellerin Ann Lembeck Leary verheiratet und hat mit ihr zwei Kinder, einen Sohn und eine Tochter. Er ist außerdem ein großer Sportfan, vor allem von den Boston Bruins und den Boston Red Sox.

### Film und Fernsehen

#### No Cure for Cancer
1990 ging Leary nach England und spielte in der BBC-Fernsehserie Paramount City. In dieser Zeit nahm er zusammen mit Chris Phillips und Adam Roth sein erstes Programm namens No Cure For Cancer während des Edinburgh International Arts Festival auf. Das Programm wurde mit dem Critic’s Award und dem BBC Festival Recommendation ausgezeichnet. 1992 führte er No Cure For Cancer auch in den USA auf. 1993 wurde No Cure for Cancer auch als CD veröffentlicht. Der sarkastische „Asshole“-Song wurde als Single veröffentlicht und brachte Leary viel Aufmerksamkeit. No Cure for Cancer war geprägt von Learys bissigem, hektischen Comedy-Stil, seinem Kettenrauchen und Alkoholkonsum auf der Bühne. Außerdem thematisierte er sein streng katholisches Elternhaus, die Beziehungen zu seinem Vater und seinen Kindern und den Tod seines Vaters. Das Album wurde in den USA im Oktober 2003 mit einer Goldenen Schallplatte ausgezeichnet.

#### Lock ’n Load
1997 wurde Learys zweites Stand-up-Comedy-Programm Lock 'n Load als Album veröffentlicht. Es wurde ebenfalls als TV Spezial von HBO gefilmt und veröffentlicht. Er machte sich über zahlreiche Prominente wie z. B. Michael Flatley oder Marv Albert lustig. Außerdem war Lock ’n Load noch stärker von Learys Familienleben und seinem Elternhaus geprägt. Er thematisierte Kindererziehung und das Leben als Ehemann.

#### Film
Durch seinen großen Erfolg auf der Bühne schaffte Leary den Sprung zum Film. Mit seinem Freund, dem Regisseur Ted Demme drehte er die Filme Who’s the Man, No Panic – Gute Geiseln sind selten und Monument Ave. Außerdem war Demme für Denis Learys Fernseh-Specials verantwortlich. Im Film Demolition Man (1993) spielt Leary die Rolle des Edgar Friendly und hat einen Auftritt, der seinem Lock 'n Load Comedy-Programm ähnelt. 2001 war Leary Co-Produzent bei Ted Demmes bekanntestem Werk Blow. 2001 und 2002 spielte er die Hauptrolle in der von ihm zusammen mit Peter Tolan entwickelten Fernsehserie Der Job. Leary hatte in der Simpsons-Folge Jäger des verlorenen Handys einen Gastauftritt. Im Spider-Man-Film The Amazing Spider-Man (2012) spielte er die Rolle des Captain Stacy. 
Von 2004 bis 2011 produzierte Leary die Fernsehserie Rescue Me, die das Leben in einer Feuerwache des New York City Fire Departments thematisiert, die bei den Anschlägen des 11. September 2001 mehrere Mitglieder verlor. Die Serie beschäftigt sich mit dem Gefühlsleben der überlebenden Feuerwehrleute und Angehörigen. Leary entwickelte und produzierte die Serie und übernahm auch die Hauptrolle als Feuerwehrmann Tommy Gavin, der bei den Anschlägen seinen Cousin verlor und nun mit den Folgen des Verlustes kämpft. Für diese Rolle war er 2005 erstmals für einen Golden Globe Award nominiert.
Die Rolle des Tommy Gavin hatte stark autobiographische Züge. Leary verlor selbst einen Cousin beim Großbrand eines Warenlagers in seiner Heimatstadt Worcester, bei dem insgesamt sechs Feuerwehrleute ums Leben kamen. Im Jahr 2000 gründete er daher die Leary Firefighter Foundation, mit der er bis zum heutigen Tag Feuerwehrleute unterstützt. Besonders aktiv wurde die Leary Firefighter Foundation in New York nach den Anschlägen vom 11. September 2001 und in New Orleans nach der Katastrophe durch Hurrikan Katrina.
Während seiner Zeit bei Rescue Me kehrte Leary in Drehpausen zu seinen Wurzeln als Stand-up-Comedian zurück und organisierte zweimal die Rescue Me Comedy Tour, bei der auch Darsteller aus der Serie mitwirkten. Während der zweiten Tour filmte Comedy Central ein Spezial für eine DVD-Veröffentlichung mit dem Namen Douchebags and Donuts.
Nachdem Leary zwischenzeitlich für Spider-Man vor der Kamera stand, nahm er sich nach dem Ende von Rescue Me ein weiteres Serienprojekt vor. Er blieb seinem Genre treu und produzierte die Serie Sirens, ein Remake der gleichnamigen Comedy-Serie aus Großbritannien, in deren Zentrum eine Gruppe Rettungssanitäter steht. Im Gegensatz zu Rescue Me war Leary diesmal nur hinter der Kamera als Produzent und Autor tätig.
Die Serie wurde 2015 nach der zweiten Staffel eingestellt.

## Filmografie (Auswahl)
- 1991: Strictly Business
- 1993: Herkules und die Sandlot-Kids (The Sandlot)
- 1993: Judgment Night – Zum Töten verurteilt
- 1993: Who’s the Man?
- 1993: Loaded Weapon 1
- 1993: Demolition Man
- 1994: No Panic – Gute Geiseln sind selten (The Ref)
- 1994: Gunmen
- 1995: Operation Dumbo (Operation Dumbo Drop)
- 1996: Gestohlene Herzen (Two If by Sea)
- 1996: Vatertag – Ein guter Tag zum Sterben (Underworld)
- 1997: Suicide Kings
- 1997: Wag the Dog – Wenn der Schwanz mit dem Hund wedelt (Wag the Dog)
- 1997: Heirat nicht ausgeschlossen (The MatchMaker)
- 1997: Echt Blond (The Real Blonde)
- 1998: Monument Ave. (Snitch)
- 1998: Small Soldiers
- 1998: Das große Krabbeln (A Bug’s Life)
- 1999: Ein wahres Verbrechen (A True Crime)
- 1999: Jesus’ Son
- 1999: Die Thomas Crown Affäre (The Thomas Crown Affair)
- 1999: Do Not Disturb
- 2001: Double Trouble – Ein Cop auf Abwegen (Double Whammy)
- 2001–2002: Der Job (The Job, Fernsehserie)
- 2002: Ice Age (Stimme von Diego)
- 2002: Money for Mercy (Bad Boy)
- 2004–2011: Rescue Me (Fernsehserie)
- 2006: Ice Age 2 – Jetzt taut’s (Ice Age: The Meltdown, Stimme von Diego)
- 2008: Recount
- 2009: Ice Age 3 – Die Dinosaurier sind los (Ice Age: Dawn of the Dinosaurs, Stimme von Diego)
- 2012: The Amazing Spider-Man
- 2012: Ice Age 4 – Voll verschoben (Ice Age: Continental Drift, Stimme von Diego)
- 2014: Draft Day
- 2015: Freaks of Nature
- 2015 bis 2016: Sex&Drugs&Rock&Roll (Fernsehserie)
- 2016: Ice Age 5 – Kollision voraus! (Ice Age: Collision Course, Stimme von Diego)
- 2018–2019, 2022: Animal Kingdom (Fernsehserie, 9 Episoden)
- 2019–2021: Weihnachten bei den Moodys (The Moodys, Fernsehserie, 14 Episoden)
- 2022: Law & Order: Organized Crime (Fernsehserie, 9 Episoden)